# Окръзи в Румъния
Окръг или жудец (на румънски: judeţ) е административно-териториална единица в Румъния и Република Молдова.
Административното деление на жудци е създадено през 19 век по френски образец. Комунистическата партия прокарва съветския модел (на райони), но старата система е върната през 1968 г.
Територията на Румъния са обособени множество исторически области, но няма планове те да бъдат преобразувани в административни единици. Доколкото съществуват планове за разделяне на Румъния на области, състоящи се от няколко окръга в зависимост от географското им разположение и икономическо развитие, те са свързани с изискванията на Европейския съюз.
Територията на Румъния е разделена на 41 окръга и градския окръг Букурещ като самостоятелна административно-териториална единица.

## Окръзи
Окръзите са следните:
| - Алба - Арад - Арджеш - Бакъу - Бистрица-Насауд - Бихор - Ботошани - Браила - Брашов - Бузъу - Букурещ - Васлуй - Вранча - Вълча | - Галац - Горж - Гюргево - Долж - Дъмбовица - Илфов - Калараш - Караш-Северин - Клуж - Ковасна - Констанца - Марамуреш - Мехединц - Муреш | - Нямц - Олт - Прахова - Сълаж - Сату Маре - Сибиу - Сучава - Телеорман - Тимиш - Тулча - Харгита - Хунедоара - Яломица - Яш |

## Демографски данни
Окръгът с най-голяма гъстота на населението е Прахова – 183 жит./km2 през 2001 г. С най-малка гъстота е окръг Тулча, където тя е едва 31 жит./km2 (2001).
Гъстота на населението по окръзи

## Еврорегиони за развитие
В Румъния, на принципа на доброволното асоцииране, са създадени 8 региона за развитие – това са специфични териториални единици, без административен статут и без да са юридически лица, които следват европейската юридическа система съгласно Номенклатурата за териториалните единици за статистиката (NUTS) и отговарящи на ниво NUTS II.
Съгласно извънредно постановление на правителството на Румъния № 75/2001 относно функционирането на Националния статистически институт са създадени 8 дирекции, които заедно със съществуващите дотогава 34 окръжни статистически дирекции, имат за цел да развиват регионалната статистика.
Други нормативни документи за териториалното деление на Румъния определят бъдещата структура на страната, в съответствие с NUTS, както следва:
- Ниво NUTS I: макрорегиони, не се използва.
- Ниво NUTS II: 8 региона за развитие, с население в тях от около 2,8 милиона жители.
- Ниво NUTS III: 42 окръга, които отразяват административно-териториалната структура на Румъния.
- Ниво NUTS IV: не се използва, защото няма асоциации от териториални единици.
- Ниво NUTS V: 265 града, 2686 големи села и 13092 села, отразяващи административно-териториалната структура на Румъния.

### Североизточен регион
Включва окръзите: Яш, Ботошани, Нямц, Сучава, Бакъу, Васлуй.

### Западен регион
Включва историческата провинция Банат и прилежащите ѝ зони, има площ от 32 034 кв. км. (13,44 % от територията на страната) и включва окръзите Арад, Караш-Северин, Хунедоара и Тимиш.

### Северозападен регион
Включва окръзите: Бихор, Бистрица-Насауд, Клуж, Марамуреш, Сату Маре и Сълаж.

### Регион Център
Включва окръзите: Алба, Сибиу, Муреш, Харгита, Ковасна, Брашов.

### Югоизточен регион
Включва окръзите: Вранча, Галац, Браила, Тулча, Бузъу, Констанца.

### Регион Мунтения-юг
Включва окръзите: Арджеш, Дъмбовица, Прахова, Яломица, Кълъраш, Гюргево, Телеорман.

### Регион Илфов
Включва: Букурещ-град и окръг Илфов.

### Регион Югозападна Олтения
Включва окръзите: Мехединци, Горж, Вълча, Олт, Долж.
|  | Тази страница частично или изцяло представлява превод на страницата Judeţele României в Уикипедия на румънски. Оригиналният текст, както и този превод, са защитени от Лиценза „Криейтив Комънс – Признание – Споделяне на споделеното“, а за съдържание, създадено преди юни 2009 година – от Лиценза за свободна документация на ГНУ. Прегледайте историята на редакциите на оригиналната страница, както и на преводната страница, за да видите списъка на съавторите. ВАЖНО: Този шаблон се отнася единствено до авторските права върху съдържанието на статията. Добавянето му не отменя изискването да се посочват конкретни източници на твърденията, които да бъдат благонадеждни. |